# Andromaca (Katenin)
Andromaca (Андромаха) è una tragedia neoclassica in cinque atti in versi scritta tra il 1809 ed il 1819 da Pavel Aleksandrovič Katenin, autore russo vissuto dal 1792 al  1853.
Fu derivata dell'opera omonima di Jean Racine e messa in scena per la prima volta a San Pietroburgo nel 1827.
Considerata dall'autore come la miglior opera della propria vita e lodata pubblicamente persino da Aleksandr Sergeevič Puškin, sulla scena si rivelò un fiasco e fu presto tolta dal cartellone. La scelta dell'attrice Kolosova - allieva dello stesso Katenin - nel ruolo principale, non incontrò la simpatia del pubblico.